# Wang Yong (Politiker)

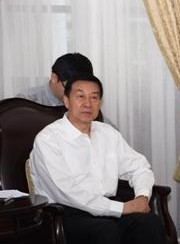
Wang Yong

Wang Yong (chinesisch 王勇) (* Dezember 1955 in Gaizhou, Provinz Liaoning) ist ein chinesischer Politiker. Er ist seit März 2013 Staatskommissar des Staatsrats der Volksrepublik China. Von 2010 bis 2013 war er der Vorsitzende der Kommission des Staatsrats zur Kontrolle und Verwaltung des Staatsvermögens (SASAC). Die SASAC verwaltet das Staatseigentum der Volksrepublik China, speziell die staatseigenen Unternehmen.

## Früher Werdegang
Wang Yong gehört zur Bevölkerungsgruppe der Han-Chinesen. 1969, während der Kulturrevolution, trat er mit noch nicht 14 Jahren in das paramilitärische Produktions- und Konstruktions-Corps der Provinz Heilongjiang (黑龙江生产建设兵团) ein, wo er bis 1977 bei der 31. Kompanie des 3. Regiments der 1. Division diente, zuletzt als Zugführer.
Im August 1974 trat er mit 18 Jahren der Kommunistischen Partei der Volksrepublik China (KPCh) bei. Am 25. Februar 1976, ein knappes halbes Jahr vor dem Tod Mao Zedongs, kam der Befehl, dass das Heilongjianger Produktions- und Konstruktions-Corps aufzulösen sei. Offiziere auf der Divisionsebene wurden von der Volksbefreiungsarmee übernommen, der Rest musste ins Zivilleben zurückkehren.
Nach der endgültigen Auflösung seiner Einheit begann Wang Yong 1977 in der Fabrik 230 des Siebten Ministeriums für Maschinenbauindustrie (eine Vorgängerorganisation der China Aerospace Science and Technology Corporation) in Peking bei der Qualitätskontrolle von Trägheitsnavigationssystemen zu arbeiten.
Nachdem am 6. Februar 1979 in Peking die Zentrale Rundfunk- und Fernsehuniversität gegründet worden war, die – nicht nur den Opfern der Kulturrevolution – in einer Mischung von Präsenz- und Fernunterricht das Nachholen von Bildungsabschlüssen ermöglichte, schrieb sich Wang Yong noch im selben Jahr dort ein und machte 1982 sein Fachabitur als Elektroniker.
Anschließend kehrte Wang Yong zur Fabrik 230 zurück, wo er zunächst als Cheftechniker, ab 1984 als Assistent des Fabrikdirektors schnell Karriere machte. Parallel dazu absolvierte er von September 1987 bis Januar 1988 ein Propädeutikum an der Fakultät für Betriebswirtschaft der Polytechnischen Universität Harbin. 1989 bis 1992 war er als Vollzeitstudent in Harbin und erwarb dort Grad eines Postgraduierten Spezialisten (专业硕士) in Wirtschaftsingenieurwesen, eine Art „Fach-Promotion“, die in China über dem Diplomingenieur (硕士) aber unter dem Doktor (博士) angesiedelt ist. Im Mai 1982 war das Siebte Ministerium für Maschinenbauindustrie im Rahmen einer Kabinettsreform in „Ministerium für Raumfahrtindustrie“ umbenannt worden, im April 1988 folgte die Vereinigung mit dem Ministerium für Luftfahrtindustrie (dem ehemaligen Dritten Ministerium für Maschinenbauindustrie) zum „Ministerium für Luft- und Raumfahrtindustrie“. Das Ministerium für Luft- und Raumfahrtindustrie war kein Ministerium im üblichen Sinn, sondern ein, wenn auch nicht gewinnorientierter, Konzern mit über das ganze Land verteilten Fabriken und Forschungseinrichtungen. 1992 beschloss die chinesische Regierung, dem auch formal Rechnung zu tragen und das Ministerium offiziell in eine Firma umzuwandeln.
Wang Yong wurde von der Fabrik 230 an das Ministerium ausgeliehen, um den Übergang zu planen und zu gestalten.
Im März 1993 waren die Vorbereitungen abgeschlossen. Das Ministerium für Luft- und Raumfahrtindustrie wurde per Beschluss des Nationalen Volkskongresses aufgelöst und die „Dachgesellschaft für Luftfahrtindustrie“ sowie die „Dachgesellschaft für Raumfahrtindustrie“ gegründet. Die Fabrik 230 wurde dem 13. Forschungsinstitut der Neunten Akademie der Dachgesellschaft für Raumfahrtindustrie (中国航天工业总公司第九研究院第十三研究所) zugewiesen. Wang Yong kehrte noch 1993 an seine alte Arbeitsstelle zurück, nun als stellvertretender Fabrikdirektor. 1995 wurde er zum Direktor und Stellvertretende Parteisekretär der Fabrik 230 befördert, Positionen, die er bis 1997 innehatte, wo er zum Mutterkonzern wechselte. Bei der Dachgesellschaft für Raumfahrtindustrie war Wang Yong 1997/98 als Stellvertretender Leiter der Politischen Abteilung tätig, dann 1998/99 als Leiter der Personalabteilung. Nachdem die Dachgesellschaft für Raumfahrtindustrie am 1. Juli 1999 in die primär zivile China Aerospace Science and Technology Corporation (CASC) und die primär militärische China Aerospace Machinery and Electronics Corporation, im Juli 2001 umbenannt in China Aerospace Science and Industry Corporation (CASIC), aufgespalten wurde, ging Wang Yong als Stellvertretender Generaldirektor zum Rüstungskonzern, bis er 2000 in die Politik wechselte.

## Öffentliche Ämter
Wang Yong fing im Jahr 2000 als Generaldirektor des Wirtschaftskaderbüros der Organisationsabteilung des Zentralkomitees der KPCh an. Im Mai 2003 wurde er stellvertretender Direktor und Mitglied des Parteikomitees der SASAC. Im März 2005 dann auch stellvertretender Parteisekretär dieses Gremiums. Wang war stellvertretender Generalsekretär des Büros des chinesischen Staatsrats vom März bis September 2008.
Von September 2008 bis August 2010 übernahm er das Amt des Generaldirektors des Hauptamts für Qualitätskontrolle, Untersuchung und Quarantäne. Er wurde außerdem Sekretär des dazugehörigen Parteikomitees. Wang trat sein Amt als Vorsitzender der SASAC im August 2010 an, welches er im März 2013 an Jiang Jiemin abgab. Wie auch bei seiner vorherigen Tätigkeit fungierte er als Parteisekretär des angeschlossenen Komitees der KPCh. Außerdem ist Wang Yong Mitglied der Zentralen Disziplinarkommission der KPCh.
Seit März 2013 ist Wang Yong als Staatskommissar (国务委员, eine Position, die unterhalb der 4 Vizekanzler aber oberhalb der Minister angesiedelt ist) Mitglied des chinesischen Kabinetts.
Sein Fachbereich ist Katastrophenschutz, insbesondere Überschwemmungen und Dürren.

## Sonstiges
Im Jahr 2010 erreichte Wang Platz 62 auf der Liste der mächtigsten Menschen der Welt des Forbes Magazine.